# Walter Ponce
Walter Benjamín Ponce Gallardo (Santiago, Chile; 3 de marzo de 1998) es un futbolista chileno que se desempeña como delantero y su equipo actual es Cobreloa de la Primera B de Chile.

## Trayectoria
Jugó en las divisiones inferiores de Palestino y Unión Española,y en las del Granada Club de Fútbol de España. En 2013, Udinese de Italia, que tenía los mismos dueños que el Granada, compró el 50% de los derechos económicos del jugador.
Comenzó su carrera profesional defendiendo la camiseta de Palestino, debutando el 16 de julio de 2015 en un partido válido por Copa Chile 2015 ante Unión Española.Luego, fue cedido al Granada B español. En julio de 2017, firmó con Universidad de Concepción de la Primera división chilena.En diciembre de 2019, firmó para Deportes La Serena con vistas a la temporada 2020. En marzo de 2021, firmó con AC Barnechea de la Primera B de Chile.
En enero de 2022, firmó para el Valour FC de la Canadian Premier League.SIn embargo, debido a problemas con la visa, se pudo unir al equipo recién en mayo. Marcó su primer gol el 15 de junio ante el Cavalry FC.En diciembre de 2022, se anunció que no seguiría para la siguiente temporada en el equipo canadiense.

## Selección nacional

### Selecciones menores
Disputó la Copa Mundial Sub-17 de 2015 en Chile, donde la selección chilena llegó hasta los octavos de final, siendo eliminada tras ser derrotada 1 a 4 por su similar de México. Participó en 2 partidos de los que jugó la selección en dicho campeonato.

#### Participaciones en Copas del Mundo
| Mundial                       | Sede  | Resultado        | PJ | Goles |
| ----------------------------- | ----- | ---------------- | -- | ----- |
| Copa Mundial de Fútbol Sub-17 | Chile | Octavos de final | 2  | 0     |

## Clubes
| Club                      | País   | Año       |
| ------------------------- | ------ | --------- |
| Udinese                   | Italia | 2013-2016 |
| → Palestino (cedido)      | Chile  | 2015-2016 |
| → Granada B (cedido)      | España | 2016      |
| Universidad de Concepción | Chile  | 2017-2019 |
| Deportes La Serena        | Chile  | 2020-2021 |
| Barnechea                 | Chile  | 2021      |
| Valour F. C.              | Canadá | 2022-2023 |
| Unión La Calera           | Chile  | 2024-Act. |